# Albunione yoda
Albunione yoda är en kräftdjursart som beskrevs av John C. Markham och Christopher B. Boyko 2003. Albunione yoda ingår i släktet Albunione och familjen Bopyridae. Inga underarter finns listade i Catalogue of Life.